# LJN
LJN Toys Ltd. fue una empresa estadounidense de juguetes y videojuegos con sede en Nueva York. Fue fundada en 1970 por Jack Friedman y adquirida por MCA Inc. en 1985, vendida a Acclaim Entertainment en 1990 y disuelta en 1995.

## Historia
LJN fue fundada en 1970 por Jack Friedman, con fondos de su antiguo empleado, Norman J. Lewis Associates. Friedman se desempeñó la función de presidente de la empresa. El 26 de marzo de 1985, MCA Inc. acordó adquirir el 63 % de LJN a cambio de 39,8 millones de dólares. El trato se cerró con una transacción de un total de 67 millones de dólares. Tras la adquisición, los ingresos de LJN se duplicaron a 27 millones de dólares en 1986 y siguió aumentando hasta 1987. Sin embargo, una pistola de juguete que disparaba pintura defectuosa, fabricada por LJN, hizo que las ganancias de MCA cayeran un 79,5 %, a 8,1 millones de dólares en el segundo trimestre de 1987. El mismo año, Friedman dejó la empresa. LJN no se recuperó, por lo que MCA anunció el 22 de enero de 1990 que tenía la intención de vender la empresa. MCA llegó a un acuerdo para vender LJN a Acclaim Entertainment, por una cantidad de dinero desconocida, pagada en efectivo y acciones, el 13 de marzo de 1990. LJN se disolvió en 1995.

## Productos

### Juguetes
| Título                               | Producción | Licencia                                       | Notas            |
| ------------------------------------ | ---------- | ---------------------------------------------- | ---------------- |
| The Rookies                          | 1974-1975  | Spelling-Goldberg Productions                  |                  |
| Emergency!                           | 1974-1975  | Emergency Productions                          |                  |
| Road Stars                           | 1974-1977  | Various                                        |                  |
| S.W.A.T.                             | 1975       | Spelling-Goldberg Productions                  |                  |
| 255 Computer Command Cars            | 1980       | LJN                                            |                  |
| Brooke Shields                       | 1982       | Brooke Shields                                 |                  |
| E.T. the Extra Terrestrial           | 1982       | Universal Studios                              |                  |
| Magnum, P.I.                         | 1983       | Universal Studios                              |                  |
| Advanced Dungeons & Dragons          | 1983-1984  | TSR, Inc.                                      |                  |
| Michael Jackson                      | 1984       | Michael Jackson                                |                  |
| Boy George                           | 1984       | Boy George                                     |                  |
| Indiana Jones and the Temple of Doom | 1984       | Lucasfilm, Ltd.                                |                  |
| Oodles                               | 1984-1987  | LJN                                            |                  |
| Rough Riders/Switch Force            | 1984-1985  | LJN                                            |                  |
| Gremlins                             | 1984       | Warner Bros.                                   |                  |
| V Alien Visitor                      | 1984       | Warner Bros.                                   |                  |
| Dune                                 | 1984       | Universal Studios                              |                  |
| Wrestling Superstars                 | 1984-1989  | Titan Sports, Inc.                             |                  |
| Blinkins                             | 1985-1987  | LJN                                            |                  |
| Entertech                            | 1985-1990  | LJN                                            |                  |
| Thundercats                          | 1985-1989  | Rankin-Bass Productions                        |                  |
| Photon                               | 1986       | DiC Entertainment                              |                  |
| Voltron                              | 1986       | World Events Productions                       |                  |
| Suckers                              | 1987       | LJN                                            |                  |
| LJN Video Art                        | 1987       | LJN                                            | Consola          |
| Tiny Dinos                           | 1987       | LJN                                            |                  |
| TigerSharks                          | 1987       | Rankin-Bass Productions                        |                  |
| Bionic Six                           | 1987-1989  | Universal Studios                              |                  |
| Roll & Rocker                        | 1987-1990  | LJN/Nintendo of America, Inc.                  | Accesorio de NES |
| Plansters                            | 1988       | LJN                                            |                  |
| Who Framed Roger Rabbit?             | 1988-1989  | The Walt Disney Company & Amblin Entertainment |                  |
| Baseball Talk                        | 1989       | Major League Baseball                          | Topps            |
| A Nightmare on Elm Street            | 1989       | New Line Cinema                                |                  |
| Back to the Future Part II           | 1989       | Universal Studios                              |                  |

### Videojuegos
| Juego                                                       | Desarrollador                                           | Plataforma          | Año  | Notas                                                                                        |
| ----------------------------------------------------------- | ------------------------------------------------------- | ------------------- | ---- | -------------------------------------------------------------------------------------------- |
| The Karate Kid                                              | Atlus                                                   | NES                 | 1987 |                                                                                              |
| Light Flower Hunters                                        |                                                         | NES                 | 1987 |                                                                                              |
| Gotcha! The Sport                                           | Sanritsu                                                | NES                 | 1987 |                                                                                              |
| Jaws                                                        | Westone                                                 | NES                 | 1987 |                                                                                              |
| Town & Country Surf Designs: Wood & Water Rage              | Atlus                                                   | NES                 | 1988 |                                                                                              |
| Major League Baseball                                       | Atlus                                                   | NES                 | 1988 |                                                                                              |
| Friday the 13th                                             | Atlus                                                   | NES                 | 1989 |                                                                                              |
| NFL                                                         | Atlus                                                   | NES                 | 1989 |                                                                                              |
| Back to the Future                                          | Beam Software                                           | NES                 | 1989 |                                                                                              |
| Who Framed Roger Rabbit                                     | Rare                                                    | NES                 | 1989 |                                                                                              |
| The Uncanny X-Men                                           | N/A                                                     | NES                 | 1989 |                                                                                              |
| The Amazing Spider-Man                                      | Rare                                                    | Game Boy            | 1990 |                                                                                              |
| Pictionary                                                  | Software Creations                                      | NES                 | 1990 |                                                                                              |
| Back to the Future II & III                                 | Beam Software                                           | NES                 | 1990 |                                                                                              |
| A Nightmare on Elm Street                                   | Rare                                                    | NES                 | 1990 |                                                                                              |
| The Punisher                                                | Beam Software                                           | NES                 | 1990 |                                                                                              |
| WWF WrestleMania Challenge                                  | Rare                                                    | NES                 | 1990 |                                                                                              |
| NBA All-Star Challenge                                      | Beam Software                                           | Game Boy, SNES      | 1991 | SNES en 1992                                                                                 |
| WWF Superstars                                              | Rare                                                    | Game Boy            | 1991 |                                                                                              |
| Beetlejuice                                                 | Rare                                                    | NES                 | 1991 |                                                                                              |
| The Punisher: The Ultimate Payback                          | Beam Software                                           | Game Boy            | 1991 | Logotipo usado en el juego. Lo demás bajo el logotipo de Acclaim.                            |
| Bill & Ted's Excellent Video Game Adventure                 | Rocket Science Productions                              | NES                 | 1991 |                                                                                              |
| Bill & Ted's Excellent Game Boy Adventure: A Bogus Journey! | Beam Software                                           | Game Boy            | 1991 |                                                                                              |
| Roger Clemens' MVP Baseball                                 | Sculptured Software                                     | NES, Game Boy, SNES | 1991 | Game Boy y SNES en 1992.                                                                     |
| Wolverine                                                   | Software Creations                                      | NES                 | 1991 |                                                                                              |
| Terminator 2: Judgment Day                                  | B.I.T.S.                                                | Game Boy            | 1992 |                                                                                              |
| Beetlejuice                                                 | Rare                                                    | Game Boy            | 1992 |                                                                                              |
| Terminator 2: Judgment Day                                  | Software Creations                                      | NES                 | 1992 | Distinto a la contraparte de Game Boy.                                                       |
| Town & Country II: Thrilla's Surfari                        | Sculptured Software                                     | NES                 | 1992 |                                                                                              |
| WWF Super WrestleMania                                      | Sculptured Software                                     | SNES                | 1992 |                                                                                              |
| NBA All-Star Challenge 2                                    | Beam Software                                           | Game Boy            | 1992 |                                                                                              |
| WWF Superstars 2                                            | Sculptured Software                                     | Game Boy            | 1992 |                                                                                              |
| The Amazing Spider-Man 2                                    | B.I.T.S.                                                | Game Boy            | 1992 |                                                                                              |
| WWF WrestleMania: Steel Cage Challenge                      | Sculptured Software                                     | NES                 | 1992 |                                                                                              |
| T2: The Arcade Game                                         | Beam Software (GB) Probe Software (SNES)                | Game Boy, SNES      | 1992 | SNES en 1993                                                                                 |
| Spider-Man & X-Men in Arcade's Revenge                      | Software Creations (SNES) Unexpected Development (GB)   | SNES, Game Boy      | 1992 | Game Boy en 1993                                                                             |
| The Incredible Crash Dummies                                | Software Creations (GB, NES) Gray Matter Studios (SNES) | Game Boy, NES, SNES | 1992 | SNES en 1993 y NES en 1994.                                                                  |
| Alien 3                                                     | B.I.T.S. (GB) Probe Software (NES, SNES)                | Game Boy, NES, SNES | 1993 | SNES solo con el logotipo en manuales y cartuchos. En el juego salía el logotipo de Acclaim. |
| WWF Royal Rumble                                            | Sculptured Software                                     | SNES                | 1993 |                                                                                              |
| NFL Quarterback Club                                        | Beam Software                                           | Game Boy            | 1993 |                                                                                              |
| Spider-Man 3: Invasion of the Spider-Slayers                | B.I.T.S.                                                | Game Boy            | 1993 |                                                                                              |
| Terminator 2: Judgement Day                                 | B.I.T.S.                                                | SNES                | 1993 | Distinto a la contraparte de 8 bits.                                                         |
| Spider-Man & Venom: Maximum Carnage                         | Software Creations                                      | SNES                | 1994 |                                                                                              |
| Wolverine: Adamantium Rage                                  | Bits Corporation                                        | SNES                | 1994 |                                                                                              |
| WWF Raw                                                     | Sculptured Software (SNES) Realtime Associates (GB)     | SNES, Game Boy      | 1994 |                                                                                              |
| NFL Quarterback Club                                        | Iguana Entertainment (SNES) Condor, Inc. (GB)           | SNES, Game Boy      | 1994 | Distinto a la contraparte de Game Boy. En Game Boy como NFL Quarterback Club II en 1995.     |
| Warlock                                                     | Realtime Associates                                     | SNES                | 1994 |                                                                                              |
| True Lies                                                   | Beam Software                                           | SNES, Game Boy      | 1995 |                                                                                              |
| Spider-Man: The Animated Series                             | Western Technologies Incorporated                       | SNES                | 1995 |                                                                                              |
| Revolution X                                                | Rage Software                                           | SNES                | 1995 | Se iba a lanzar como bajo el nombre de LJN, pero acabó saliendo bajo Acclaim.                |
| Cutthroat Island                                            | Software Creations                                      | SNES                | 1996 | Se iba a lanzar como bajo el nombre de LJN, pero acabó saliendo bajo Acclaim.                |
| Spirit of Speed 1937                                        | Broadsword Interactive                                  | Sega Dreamcast      | 2000 | Último juego bajo el nombre de LJN; salió 5 años después de su disolución.                   |